# Diputado del común
El diputado del común fue un cargo municipal español instituido por Carlos III de España en 1766 como repuesta a las protestas populares conocidas como Motín de Esquilache y con la finalidad de dar voz en los ayuntamientos al "común", como se solía llamar entonces a los plebeyos, al pueblo. Su ocupación fundamental fue la vigilancia de los abastos —el aprovisionamiento de víveres— ya que el malestar por la carestía del pan había sido la causa de fondo de los motines. Junto con el síndico personero, instituido por las mismas fechas como portavoz de los vecinos, el diputado del común se creó para intentar satisfacer las reivindicaciones populares en unos municipios dominados por la oligarquía de los regidores. Al mismo tiempo también se crearon los alcaldes de barrio, que se encargarían de mantener el orden en los distritos o "barrios" en que quedaron divididas las ciudades.

## Historia
El llamado motín de Esquilache se inició a finales de marzo de 1766 en Madrid al grito de ¡Viva el rey, muera Esquilache! y se extendió a otras ciudades alcanzando gran virulencia en algunas de ellas.
Tras la dura represión de los motines, Carlos III promulgó un decreto el 26 de junio de 1766 —que recogía el auto acordado del 5 de mayo— que instituía la figura del "diputado del común". Al parecer el "patrocinador" del decreto fue el burócrata ilustrado Pedro Rodríguez de Campomanes y en el propio texto se puede comprobar la conexión del mismo con los motines de la primavera:

Deseando evitar a los pueblos todas las vejaciones que por mala administración de los concejales padezcan en los abastos, y que todo el vecindario sepa cómo se manejan y pueda discurrir en el modo más útil del surtimiento común, que siempre debe aspirar a favorecer la libertad de comercio... mandamos que en todos los pueblos que lleguen a dos mil vecinos intervengan con la Justicia y regidores cuatro diputados que nombrará el común por parroquias o barrios anualmente; los cuales tengan voto, entrada y asiento en el ayuntamiento después de los regidores para tratar y conferir en punto de abastos.

En el decreto de junio de 1766 se instituían, sólo en las poblaciones de más de "dos mil vecinos" —en la época por "vecinos" se entendían familias u hogares, no personas individuales—, cuatro diputados nombrados cada año por el "común", con un nivel inferior al de los regidores, y cuyo cometido era «tratar y conferir en punto de abastos». Como destacó Antonio Domínguez Ortiz, "a primera vista, la reforma parece de poca envergadura; en realidad suponía una grave amenaza para el monopolio de los «poderosos» [como se llamaba en la época a la oligarquía que dominaba los ayuntamientos], porque a través de la política de abastos se podían investigar la mayoría de los abusos de que se hacían culpables: las tasas de productos alimenticios, la inspección que diariamente se llevaba a cabo en los mercados, el uso de las dehesas boyales, la gestión de los establecimientos municipalizados, la obligación existente en muchos lugares de no admitir productos de otros pueblos hasta que no se agotaran los producidos por los hacendados locales, etc.".
En sucesivos decretos se fueron ampliaron sus competencias —se ocuparon también de la administración de los bienes de propios y de los sorteos de quintos para el ejército— y se extendieron a las poblaciones de menos de mil "vecinos", que podían nombrar a dos "diputados del común". Asimismo se pasó de un año a dos años la duración del cargo.
La elección de los diputados se realizaba en dos fases. En la primera participaban todos los vecinos «seculares» —lo que excluía a los clérigos— y «contribuyentes» con residencia fija —lo que dejaba fuera a los pobres, mendigos, vagabundos, etc—, que se reunían en la asamblea de parroquia, para elegir a sus representantes, los cuales a su vez formaban la asamblea del ayuntamiento donde se elegía a los diputados, dos o cuatro según el tamaño de la población. Según Domínguez Ortiz, se trató de una "reforma de indudable cuño democrático" porque las "elecciones se acercaron mucho al tipo de sufragio universal (masculino, naturalmente) que después sirvió de norma en las elecciones a diputados en las Cortes de Cádiz", y además no había ninguna "alusión a la división tradicional en hidalgos y pecheros,... [lo que] constituye un síntoma importante del debilitamiento de la sociedad estamental".
La reforma acabó fracasando debido a la oposición de las oligarquías urbanas de los regidores y, sobre todo, a la apatía y el desinterés que en la mayor parte de España mostraron los miembros del "común", por lo que muchos de los nuevos cargos fueron ocupados por los miembros cuyo poder se pretendía equilibrar. Otra causa del "muy limitado alcance de aquella reforma", como ha señalado Domínguez Ortiz, fue "la tendencia de no pocos de aquellos representantes populares a mimetizar la conducta de los miembros antiguos y prestigiosos de los cabildos y convertir en medio de ascenso personal lo que había sido concebido como factor de renovación social".